# Saison 2010 des Mets de New York
La Saison 2010 des Mets de New York est la 49e saison en ligue majeure pour cette franchise. Avec 79 victoires pour 83 défaites, les Mets terminent quatrièmes de la Division est de la Ligue nationale. Le manager Jerry Manuel est congédié à l'issue de la saison.

## Intersaison

### Arrivées
- Le lanceur partant Kelvim Escobar en provenance des Angels de Los Angeles d'Anaheim. Il s'engage le 28 décembre pour une saison à 1,25 million de dollars plus 3 millions de dollars de bonus selon ses performances[1].
- Le lanceur de relève Ryota Igarashi en provenance des Tokyo Yakult Swallows. Igarashi signe un contrat de 2 ans d'une valeur de 3 millions de dollars US avec les Mets[2].
- Le receveur Henry Blanco en provenance des Padres de San Diego. Il signe le 3 décembre pour une saison contre 1,5 million de dollars[3].
- Le receveur Chris Coste en provenance des Astros de Houston. Il s'engage le 30 novembre[4].
- Le champ gauche Jason Bay en provenance des Red Sox de Boston. Il signe le 29 décembre un contrat de quatre ans pour 66 millions de dollars[5].
- Le polyvalent (1re base ou champ extérieur) Chris Carter en provenance des Red Sox de Boston.
- Le voltigeur Jason Pridie, ancien des Twins du Minnesota, est réclamé au ballotage le 9 février[6].
- Le lanceur gaucher Hisanori Takahashi, le receveur Shawn Riggans et le premier but Mike Jacobs acceptent le 11 février des contrats des ligues mineures[7].

### Départs
- Gary Sheffield, Carlos Delgado, Tim Redding, Cory Sullivan, Jeremy Reed et Fernando Tatís deviennent agents libres.
- Libéré de son contrat chez les Mets, le lanceur Ken Takahashi rejoint Hiroshima Toyo Carp.
- Devenu agent libre, l'arrêt-court Wilson Valdéz signe chez les Phillies de Philadelphie le 25 novembre.
- Devenu agent libre, le receveur Brian Schneider signe chez les Phillies de Philadelphie le 1er décembre.
- Devenu agent libre, le lanceur J. J. Putz signe chez les White Sox de Chicago le 11 décembre.
- Devenu agent libre, le lanceur Lance Broadway signe chez les Blue Jays de Toronto le 16 décembre.
- Le lanceur Tim Redding signe chez les Rockies du Colorado le 27 janvier[8].

### Prolongations de contrats
- Alex Cora prolonge son contrat d'une saison chez les Mets le 30 novembre[9].

### Grapefruit League
35 rencontres de préparation sont programmées du 2 mars au 3 avril à l'occasion de cet entraînement de printemps 2010 des Mets.
Avec 14 victoires et 16 défaites, les Mets terminent 10e de la Grapefruit League et enregistrent la 11e performance des clubs de la Ligue nationale.

## Saison régulière

### Classement
| Ligue nationale (Division Est) | V  | D  | %    | GB |
| ------------------------------ | -- | -- | ---- | -- |
| Phillies de Philadelphie       | 97 | 65 | .599 | -  |
| Braves d'Atlanta               | 91 | 71 | .562 | 6  |
| Marlins de la Floride          | 80 | 82 | .494 | 17 |
| Mets de New York               | 79 | 83 | .488 | 18 |
| Nationals de Washington        | 69 | 93 | .426 | 28 |

### Résultats
| Légende           | Légende          | Légende       |
| victoire des Mets | défaite des Mets | match reporté |
| ----------------- | ---------------- | ------------- |

#### Avril
Lors du match marathon du 17 avril (6h53), c'est le lanceur partant au repos Mike Pelfrey qui officie sur le monticule en bas de 20e manche. Il est crédité du sauvetage (son premier en carrière) contre les Cardinals de Saint-Louis.